# Scaphoideus sabourensis
Scaphoideus sabourensis är en insektsart som beskrevs av Rama Subba Rao och K. Ramakrishnan 1988. Scaphoideus sabourensis ingår i släktet Scaphoideus och familjen dvärgstritar. Inga underarter finns listade i Catalogue of Life.